# José de la Puente Brunke
José Demetrio de la Puente Brunke (n. Lima, 18 de junio de 1961) es un historiador, catedrático universitario y abogado peruano. Como historiador, su campo principal de investigación es la historia social y política del Perú virreinal, con énfasis en el estudio de la administración de justicia. También se interesa en la historia del Perú del siglo XIX, principalmente en lo concerniente a la historia política y cultural, y el rescate de documentación de archivos privados. Es el actual presidente de la Academia Nacional de la Historia del Perú.

## Biografía
Es hijo del historiador peruano José Agustín de la Puente Candamo y de Hildegard Brunke Ríos. Es, asimismo, bisnieto de Manuel Candamo Iriarte, quien fuera dos veces presidente del Perú. Cursó sus estudios escolares en el Colegio Markham del que egresó en 1978.
Realizó estudios de Historia en las universidades de Navarra y Sevilla; en esta última se doctoró en Historia en 1990 con su tesis Encomienda y encomenderos en el Perú. Estudio social y político de una institución colonial, que logró el primer premio en el concurso V Centenario del Descubrimiento de América convocado por la Diputación Provincial de Sevilla en 1991. Dicha tesis fue publicada en forma de libro en 1992. También es bachiller en derecho por la Pontificia Universidad Católica del Perú (PUCP), donde ejerce la docencia desde 1987.
Es profesor principal de la PUCP, donde ha sido director de Estudios Generales Letras de 1991 a 1996 y decano de la Facultad de Letras y Ciencias Humanas en el trienio 2017-2020. Ha ejercido también la docencia en la Universidad de Piura (1991-1994), la Academia Diplomática del Perú (1996-1997), y la Universidad del Pacífico (1998-).
Fue dos veces director del Instituto Riva Agüero de 2011 a 2017. Fue también vicepresidente de la Academia Nacional de la Historia, y desde 2025 presidente de la misma. Ha declarado que su prioridad será la digitalización de los volúmenes de la revista Histórica.
Ha sido director de la revista Histórica, órgano del departamento de Humanidades de la PUCP. Es miembro del Consejo Asesor de Revista de Indias y miembro del consejo consultivo de la Comisión de Cultura y Patrimonio Cultural del Congreso de la República del Perú. Sus investigaciones están referidas a la historia social y política del Perú virreinal y a la historia del derecho indiano.
Ha sido investigador afiliado al David Rockerfeller Center for Latin American Studies (Universidad de Harvard), y fellow de la John Carter Brown Library (Universidad de Brown).

## Publicaciones
- Encomienda y encomenderos en el Perú. Sevilla: Excama, 1992. Obra que fue su tesis para obtener el grado de doctor en Historia y que ha sido destacada por la crítica especializada.[8][9][10][11]
- Los hombres del mar: La marina de guerra en la historia del Perú. Lima: Marina de Guerra del Perú, 1994.
- José Baquijano y Carrillo. Lima: Editorial Brasa, 1995.
- El virrey Pezuela frente al proceso de la independencia peruana. Lima: 1998.
- Los vasallos se desentrañan por su rey: notas sobre quejas y aspiraciones de curacas en el Perú del siglo XVII. Lima: 1998.
- Historia común de Iberoamérica, Madrid: EDAF, 2000. En coautoría con otros autores.[12]
- El Perú desde la intimidad. Epistolario de Manuel Candamo 1873-1904. Lima: Fondo Editorial PUCP, 2008. Editado con su padre, José Agustín de la Puente Candamo. ISBN 9972428517[13]
- Iglesia y sociedad en la Nueva España y el Perú. Lima: Instituto Riva Agüero, 2015.
- El Estado en la sombra. El Perú durante la ocupación chilena. Documentos administrativos (diciembre de 1881 - julio de 1882). Lima: Fondo Editorial PUCP, 2016. Editado con su padre, José Agustín de la Puente Candamo.

Ha escrito también numerosos artículos sobre historia virreinal y republicana, publicados en revistas especializadas.